# 戈氏放线菌
戈氏放线菌（学名：Actinomyces gerencseriae）是放线菌属的一个物种，曾被称为衣氏放线菌血清型II。此物种是一种非活动性的革兰氏阳性细菌。戈氏放线菌是以细菌学家玛丽·安·杰伦瑟命名的。戈氏放线菌很少涉及人类感染，但也曾报导过髋关节假体中的戈氏放线菌感染病例。